# 1486-os busz
Az 1486-os jelzésű autóbuszvonal távolsági autóbuszjárat Békéscsaba és Pécs között, melyet a MÁV Személyszállítási Zrt. lát el.

## Közlekedése
A járat Békéscsabát és Pécset köti össze. Menetideje 2 óra 55 perc és 4 óra 5 perc között változik a különböző útvonalak miatt. Menetideje Pécs felé 5 óra 20 perc, Békéscsaba felé 5 óra 25 perc és 5 óra 45 perc, útvonalának hossza 287,5 km. Naponta három járatpár szállítja az utasokat, az egyik járatpár Orosháza és Pécs között közlekedik, melynek a menetideje Pécs felé 4 óra 40 perc, Orosháza felé 4 és fél óra, azonban december 24-én csak két és fél járatpár szállítja az utasokat, mivel a Békéscsabáról induló délutáni járat nem közlekedik.

## Megállóhelyei
| 0  | 0  | Békéscsaba, autóbusz-állomás végállomás | 18 |    | 1, 3, 5, 7, 7F, 8, 8A, 8MJ, 8V, 17V, 20, 74A, 74B 1085, 1346, 1374, 1440, 1441, 1499 4800, 4801, 4805, 4810, 4812, 4813, 4815, 4816, 4819, 4820, 4821, 4824, 4825, 4826, 4827, 4828, 4829, 4830, 4831, 4832, 4833, 4835, 4838, 4839, 4840, 4844, 4850, 4855, 4885, 4894, 5021, 5128, 5160, 5189, 5208 személyvonat, sebesvonat, nemzetközi gyorsvonat, IC, nemzetközi IC |
| 1  | 1  | Békéscsaba, VOLÁN telep                 | 17 |    | 1, 8, 8MJ, 74B 1085, 1374, 1441, 1499 4838, 4839, 4840, 4850, 4855, 5160, 5208 |
| 2  | 2  | Telekgerendás, bejárati út              | 16 |    | 1374, 1441, 1499 4838, 4840, 5160 |
| 3  | 3  | Csorvás, autóbusz-váróterem             | 15 |    | 1374, 1441, 1499 4838, 4840, 4938, 4940, 5160 |
| 4  | 4  | Orosháza, autóbusz-állomás végállomás   | 14 | 15 | 2, 2A, 4, 4A, 6, 7, 7A 1087, 1092, 1374, 1441, 1499 4835, 4840, 4930, 4935, 4938, 4945, 4949, 4950, 4953, 4960, 4965, 4966, 4980, 4990, 5126, 5128, 5132, 5160, 5165 személyvonat |
| ∫  | ∫  | Orosháza, felső vasúti megállóhely      | ∫  | 14 | 1374, 1441 5160 személyvonat |
| 5  | 5  | Székkutas, ABC                          | 13 | 13 | 1374, 1441 4990, 5160 |
| 6  | 6  | Hódmezővásárhely, Vásártér              | 12 | 12 | 45 1374, 1441 4990, 5005, 5160 |
| 7  | 7  | Hódmezővásárhely, autóbusz-állomás      | 11 | 11 | 42, 43, 44 1090, 1094, 1374, 1375, 1441, 1515 4833, 4990, 5004, 5005, 5010, 5105, 5150, 5160, 5165, 5167, 5169 Szeged–Hódmezővásárhely tram-train |
| 8  | 8  | Hódmezővásárhely, Hősök tere            | 10 | 10 | 41, 42, 43 1374, 1375, 1441, 1515 4990, 5004, 5005, 5010, 5160 Szeged–Hódmezővásárhely tram-train |
| 9  | 9  | Hódmezővásárhely, Kishomok              | 9  | 9  | 41 1374, 1375, 1441, 1515 5004, 5005, 5010, 5160 |
| 10 | 10 | Algyő, vasútállomás bejárati út         | 8  | 8  | 1374, 1375, 1441, 1515, 1516 4990, 5003, 5004, 5005, 5007, 5010, 5011, 5160 Szeged–Hódmezővásárhely tram-train |
| 11 | 11 | Szeged, Budapesti körút                 | 7  | 7  | 3, 3F, 4 77, 77A, 77Y, 84, 90, 90F, 90H 1374, 1375, 1441, 1515, 1516 4990, 5003, 5004, 5005, 5007, 5010, 5011, 5012, 5013, 5017, 5018, 5019, 5021, 5160, 5187, 5188 |
| 12 | 12 | Szeged, Brüsszeli körút                 | 6  | 6  | 10 3, 3F, 4 20, 24, 73, 73Y, 74, 74Y, 77, 77A, 77Y 1374, 1375, 1441, 1515, 1516 5003, 5004, 5005, 5007, 5010, 5011, 5012, 5013, 5017, 5018, 5019, 5021, 5160, 5187, 5188 |
| 13 | 13 | Szeged, autóbusz-állomás                | 5  | 5  | 5, 6, 9, 19 7F, 21, 60, 60Y, 64, 67, 67Y, 70, 71, 71A, 72, 72A, 73, 73Y, 74, 74Y, 75, 76, 76Y, 77, 77A, 77Y, 78, 78A, 79H 600, 1374, 1375, 1441, 1503, 1504, 1506, 1507, 1510, 1512, 1513, 1515, 1516, 1517, 1518, 1652 4990, 5000, 5001, 5002, 5003, 5004, 5005, 5007, 5010, 5011, 5012, 5013, 5015, 5016, 5017, 5018, 5019, 5020, 5021, 5022, 5023, 5024, 5025, 5030, 5031, 5032, 5033, 5034, 5035, 5040, 5041, 5042, 5043, 5044, 5045, 5046, 5047, 5049, 5050, 5054, 5055, 5056, 5058, 5059, 5060, 5061, 5062, 5063, 5064, 5066, 5070, 5071, 5075, 5076, 5109, 5112, 5160, 5187, 5188, 5189, 5190, 5284, 5328, 5329, 5362, 5369 |
| 14 | 14 | Szeged, Rókus vasútállomás bejárati út  | 4  | 4  | 7F, 64, 67, 67Y, 71, 72, 75, 78, 78A, 79H, 90H 1503, 1504, 1517 5032, 5033, 5034, 5035, 5040, 5041, 5042, 5043, 5044, 5045, 5046, 5047, 5049, 5050, 5054, 5055, 5056, 5058, 5059, 5060, 5061, 5062, 5063, 5064, 5066, 5070, 5071, 5075, 5112, 5369 személyvonat, Szeged–Hódmezővásárhely tram-train |
| 15 | 15 | Mórahalom, autóbusz-állomás             | 3  | 3  | 1503, 1504, 1506, 1652 5031, 5032, 5033, 5034, 5035, 5040, 5042, 5044, 5045, 5328, 5329 |
| ∫  | 16 | Kisszállás, bejárati út                 | ∫  | ∫  | 1504, 1506, 1652 5035, 5221, 5284, 5285, 5292, 5306 |
| 16 | 17 | Mélykút, autóbusz-váróterem             | 2  | 2  | 1503, 1504, 1506, 1652 5035, 5216, 5287, 5289, 5292, 5306, 5320, 5323, 5324, 5328, 5329 |
| 17 | 18 | Baja, autóbusz-állomás                  | 1  | 1  | 3, 4 1110, 1113, 1123, 1503, 1504, 1506, 1524, 1535, 1577, 1652, 1731 5035, 5042, 5219, 5226, 5289, 5310, 5311, 5312, 5314, 5315, 5316, 5320, 5321, 5323, 5324, 5325, 5326, 5327, 5328, 5329, 5330, 5331, 5332, 5335, 5336, 5337, 5338, 5339, 5358, 5410, 5439, 5650 |
| 18 | 19 | Pécs, Fellbach utca                     | ∫  | ∫  | 5647, 5660, 5661, 5662, 5663, 5856, 5857 |
| 19 | 20 | Pécs, autóbusz-állomás végállomás       | 0  | 0  | 3, 3E, 4, 4Y, 6, 6E, 7, 7Y, 8, 13, 13E, 15, 20, 21, 21A, 22, 23, 23Y, 24, 30, 30Y, 31, 32, 32Y, 34Y, 35Y, 40, 41, 41Y, 41E, 42, 42Y, 43, 46, 60, 60A, 60Y, 73, 73Y, 103, 107E, 109E, 121, 130, 130A, 973 1134, 1503, 1504, 1524, 1535, 1562, 1564, 1566, 1568, 1569, 1577, 1578, 1579, 1641, 1665, 1668, 1673, 1707, 1740, 1742, 1843 5600, 5601, 5602, 5603, 5605, 5606, 5608, 5610, 5611, 5620, 5621, 5622, 5623, 5624, 5625, 5626, 5627, 5628, 5630, 5631, 5634, 5635, 5636, 5637, 5638, 5639, 5640, 5642, 5643, 5645, 5646, 5647, 5650, 5655, 5656, 5658, 5660, 5661, 5662, 5663, 5666, 5667, 5668, 5670, 5671, 5672, 5673, 5674, 5676, 5677, 5678, 5679, 5680, 5681, 5682, 5683, 5685, 5686, 5687, 5688, 5689, 5690, 5696, 5698, 5856, 5857 |